# Domingo González (futbolista)
José Domingo González (Tumaco, Nariño, Colombia; 24 de diciembre de 1947-Cajamarca, Tolima, Colombia, 16 de julio de 1979) fue un futbolista colombiano conocido como Tumaco que se desempeñó como volante de marca. Jugó en Santa Fe, Independiente Medellín, Deportes Quindío, Cúcuta Deportivo, Once Caldas y en el Deportes Tolima. González, es considerado uno de los mejores volantes en la historia de Santa Fe, club con el cual fue campeón en 1971.

## Trayectoria

### Inicios
Domingo González, nació en el municipio de Tumaco, en el departamento de Nariño al sur de Colombia. Allí, jugaba al fútbol y fue visto por un reclutador de Independiente Santa Fe, que lo llevó a la ciudad de Bogotá, donde llegó a las divisiones inferiores del equipo cardenal.

### Santa Fe
Después de jugar por un tiempo en las inferiores, el tumaqueño fue ascendido a la nómina profesional; y en el año 1969 debutó como profesional. Al año siguiente, en 1970; González se hizo un lugar en la titular del equipo, y ganó su primer título como profesional cuando el equipo de la ciudad de Bogotá ganó la Copa Simón Bolívar. En 1971, Independiente Santa Fe se coronó campeón por quinta (5) vez en su historia; y González fue una de las figuras del equipo que contaba con una nómina con jugadores como Alfonso Cañón, Víctor Campaz y el brasileño Walter Moraes Waltinho. Así, el jugador nariñense entró en la historia del cuadro cardenal. Un año después, el equipo bogotano jugó la Copa Libertadores y González fue uno de los jugadores destacados en el torneo continental. La etapa de González en Santa Fe, fue hasta finales del año 1974, cuando después de haber sido campeón, figura e ídolo de la hinchada, el volante deja al equipo albirrojo y se va al Independiente Medellín. En Santa Fe, Domingo se destacó por ser un buen jugador en la marca con buena técnica y gol; además de tener una gran actitud a la hora de jugar.

### Independiente Medellín
Luego de una exitosa etapa en Santa Fe, González llega al Independiente Medellín en 1975. En ese año, el nacido en Tumaco fue titular y jugó muy buenos partidos; siendo uno de los más destacados del equipo. A pesar de tener un buen año, Domingo dejó al Medellín y se fue a jugar al Deportes Quindío de la ciudad de Armenia. 

### Deportes Quindío
En 1976, luego de tener un buen año jugando para el Medellín, González se va a jugar al Deportes Quindío. En el equipo de la ciudad de Armenia, se consolida en la nómina titular, y se convierte en un jugador muy importante dentro del equipo. González, tuvo 2 años donde jugó muy buenos partidos con el equipo "Cuyabro", y volvió a ser considerado uno de los mejores jugadores en su posición de todo el país. 

### Cúcuta Deportivo
Después de ser figura del Deportes Quindío, en el año 1978, Domingo llega al Cúcuta Deportivo. Con el equipo del oriente colombiano, tuvo buenos partidos, siendo el líder del equipo que contaba con jugadores de la talla de Arnoldo Iguarán. A pesar de haber sido uno de los destacados del plantel, la mala relación con los directivos, lo hacen renunciar a mitad del año, y se va al Once Caldas. 

### Once Caldas y Deportes Tolima
Luego del Cúcuta, se va al Once Caldas donde jugó algunos partidos durante el segundo semestre del año. En el año 1979, deja la ciudad de Manizales y se va a jugar al Deportes Tolima. En el equipo "Pijao" juega algunos partidos.

### Selección Colombia
Gracias a sus buenos partidos jugados con la camiseta de Independiente Santa Fe, Domingo fue convocado para jugar con la Selección Colombia para jugar los Juegos Olímpicos de Múnich 1972. En los Olímpicos, el tumaqueño jugó 2 partidos. 

### Muerte
Domingo "Tumaco" González murió el 16 de julio de 1979 en un accidente de tránsito mientras viajaba por el Cruce de la Cordillera Central desde Ibagué hacia la ciudad de Armenia, mientras hacía parte del Deportes Tolima. En su honor, el estadio de su natal Tumaco pasó a llamarse Estadio Domingo Tumaco González.

## Clubes
| Club                   | País     | Año       |
| ---------------------- | -------- | --------- |
| Santa Fe               | Colombia | 1969-1974 |
| Independiente Medellín | Colombia | 1975      |
| Deportes Quindío       | Colombia | 1976-1977 |
| Cúcuta Deportivo       | Colombia | 1978      |
| Once Caldas            | Colombia | 1978      |
| Deportes Tolima        | Colombia | 1979      |

## Palmarés

### Campeonatos nacionales
| Título             | Club     | País     | Año  |
| ------------------ | -------- | -------- | ---- |
| Copa Simón Bolívar | Santa Fe | Colombia | 1970 |
| Primera División   | Santa Fe | Colombia | 1971 |

## Selecciones nacionales
| Selección | Torneo (s)                 | Año (s) |
| --------- | -------------------------- | ------- |
| Colombia  | Juegos Olímpicos de Múnich | 1972    |